# Alianza Nacional de Santa Lucía
La Alianza Nacional (en inglés, National Alliance, NA) es uno de los partidos políticos de Santa Lucía, una pequeña nación del Caribe ubicada al norte de Trinidad y Tobago. Fundado en 2001, en las elecciones del 3 de diciembre de ese mismo año obtuvo el 3,5% del total de los votos emitidos. Entre sus principales candidatos durante la contienda figuraba el exministro de Relaciones Exteriores y ex Embajador ante la ONU George Odlum, ya fallecido.

## Enlaces relacionados
- Política y gobierno de Santa Lucía

- Datos: Q6970281